# Модуньо
Моду̀ньо (на италиански: Modugno, на местен диалект Medùgne, Медуние) е град и община в Южна Италия, провинция Бари, регион Пулия. Разположен е на 79 m надморска височина. Населението на общината е 37 583 души (към 2010 г.).